# S/S Angara

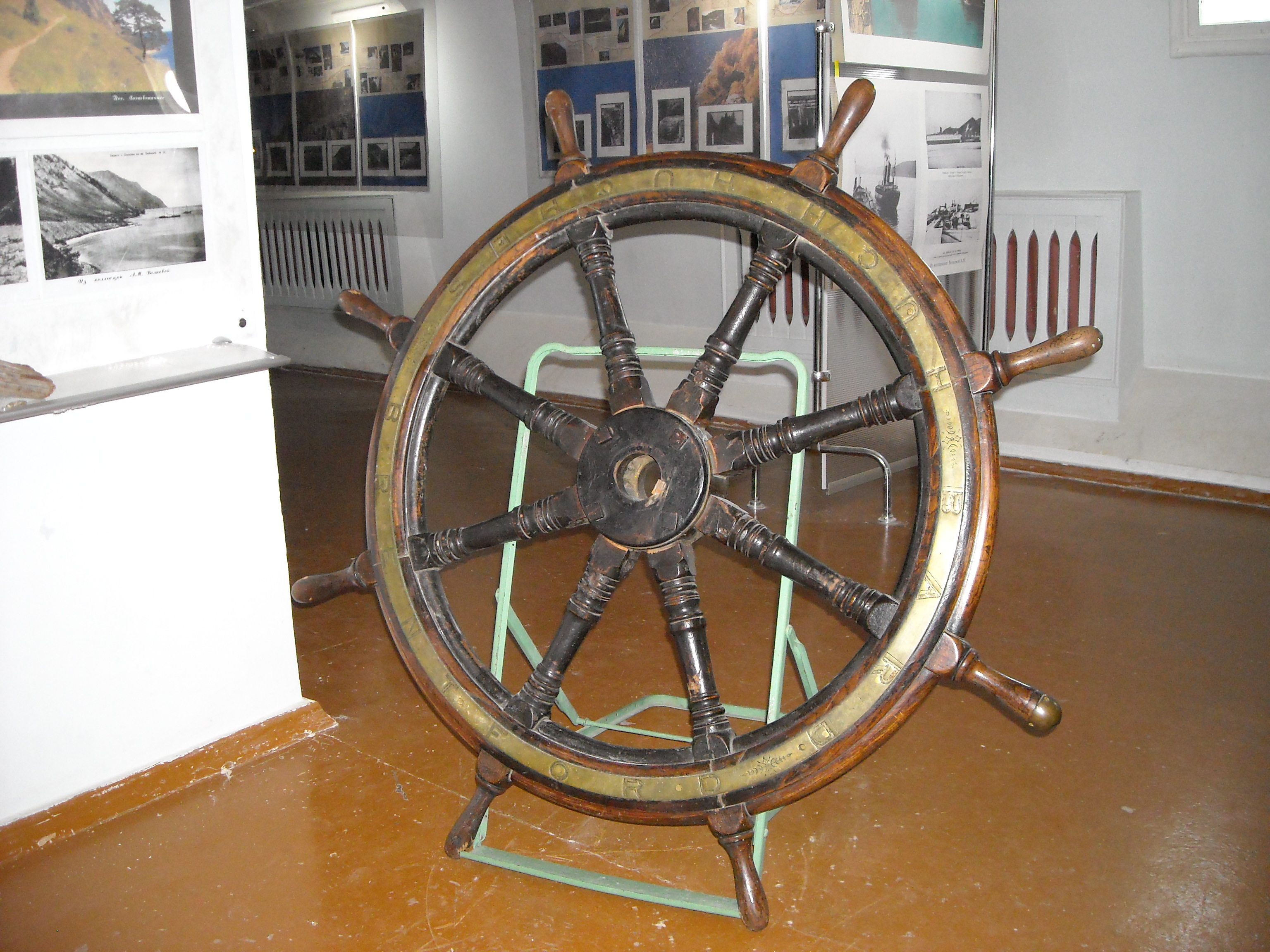
Rorkulten

S/S Angara (ryska: Ангара) är en tidigare rysk isbrytare, bogserbåt och personfärja, som numera är ett museifartyg i Irkutsk. Hon är tillsammans med svenska S/S Bore från 1894 och finländska S/S Tarmo från 1907 världens äldsta bevarade isbrytare.  
S/S Angara sjösattes vid Bajkalsjön den 25 juli 1900, dit hon hade levererats i delar från Armstrong Whitworth i Newcastle upon Tyne i Storbritannien till Transsibiriska järnvägen.
Hon var en av två isbrytande fartyg som upprätthöll en tillfällig färjeförbindelse över Bajkalsjön, i avvaktan på fortsatt utbyggnad av järnvägen runt sjön. Den isbrytande tågfärjan S/S Bajkal kunde klara 70 centimeter is, och S/S Angara tjockare is. Fram till 1906, då järnvägen blev klar, seglade S/S Angara på Bajkalsjön. Därefter lades de två fartygen i malpåse under tio år. 
År 1916 seglade S/S Angara igen. Efter oktoberrevolutionen av 1917 ombyggdes fartyget för persontrafik. När Ryska inbördeskriget bröt ut, beväpnades fartyget med kanoner och kulsprutor, mobiliserades och användes för strider mot fientliga trupper vid Bajkalsjön. Efter det att den vita sidan tillfälligt vunnit hösten 1918, återgick S/S Angara i civil tjänst och avväpnades.
I maj 1920 erövrade de röda Irkutsk och använde Angara i de fortsatta striderna runt sjön till oktober 1922. 
År 1975 togs isbrytaren ur tjänst, men den råkade undgå skrotning och övergavs i en vik i Irkutskdammen. År 1979 bogserades fartyget till Irkutsk för att restaureras till museifartyg, men råkade ut för brand 1983 och andra skador. År 1987 tog kulturmyndigheterna initiativ till att återställa fartyget i ett treårigt projekt. S/S Angara blev därmed från november 1990 ett museifartyg med placering i Irkutskdammen mittemot stadsdelen Solnetjni.

## Bildgalleri

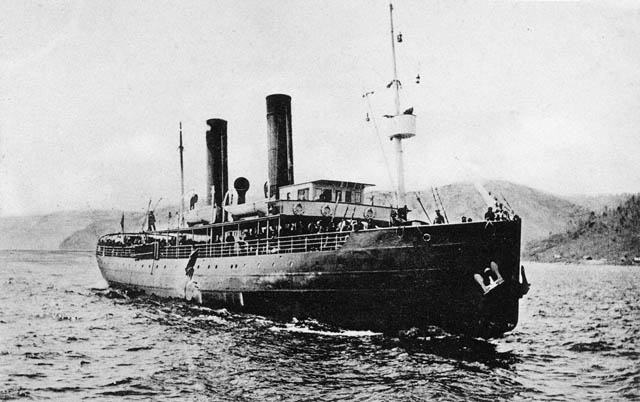
Angara på Bajkalsjön 1901
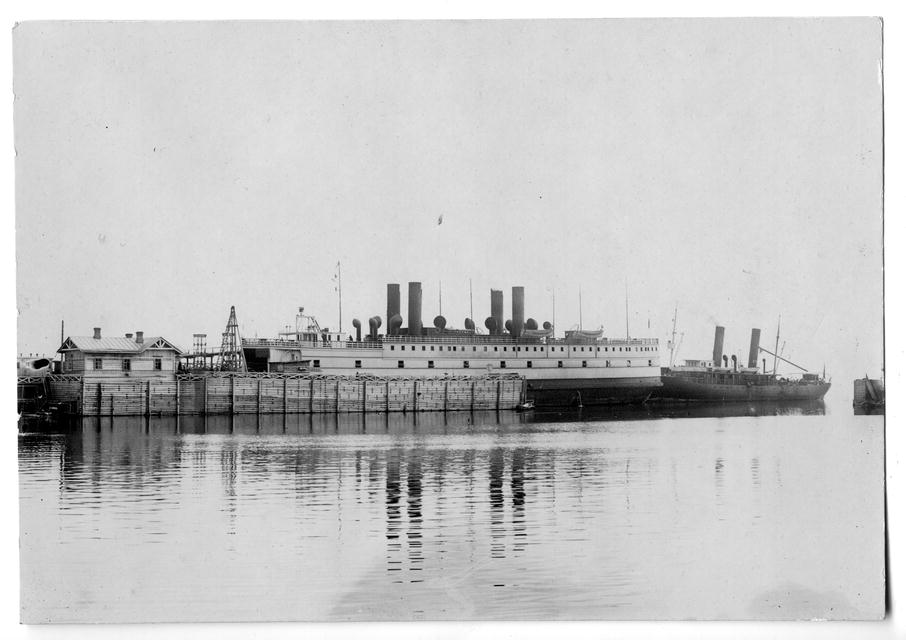
Den isbrytande tågfärjan S/S Bajkal (till vänster) och den väsentligt mindre S/S Angara, 1911
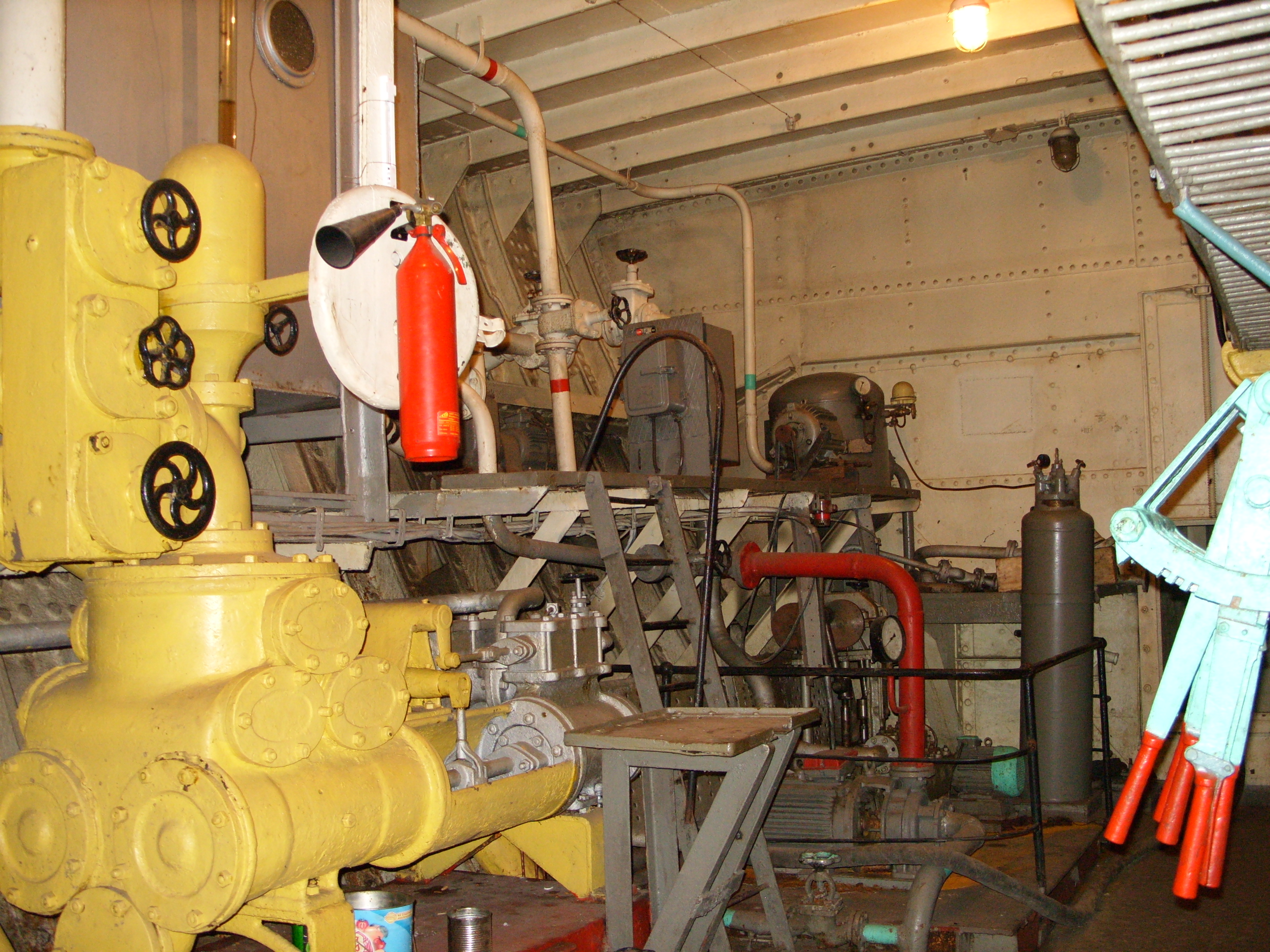
Maskinrum
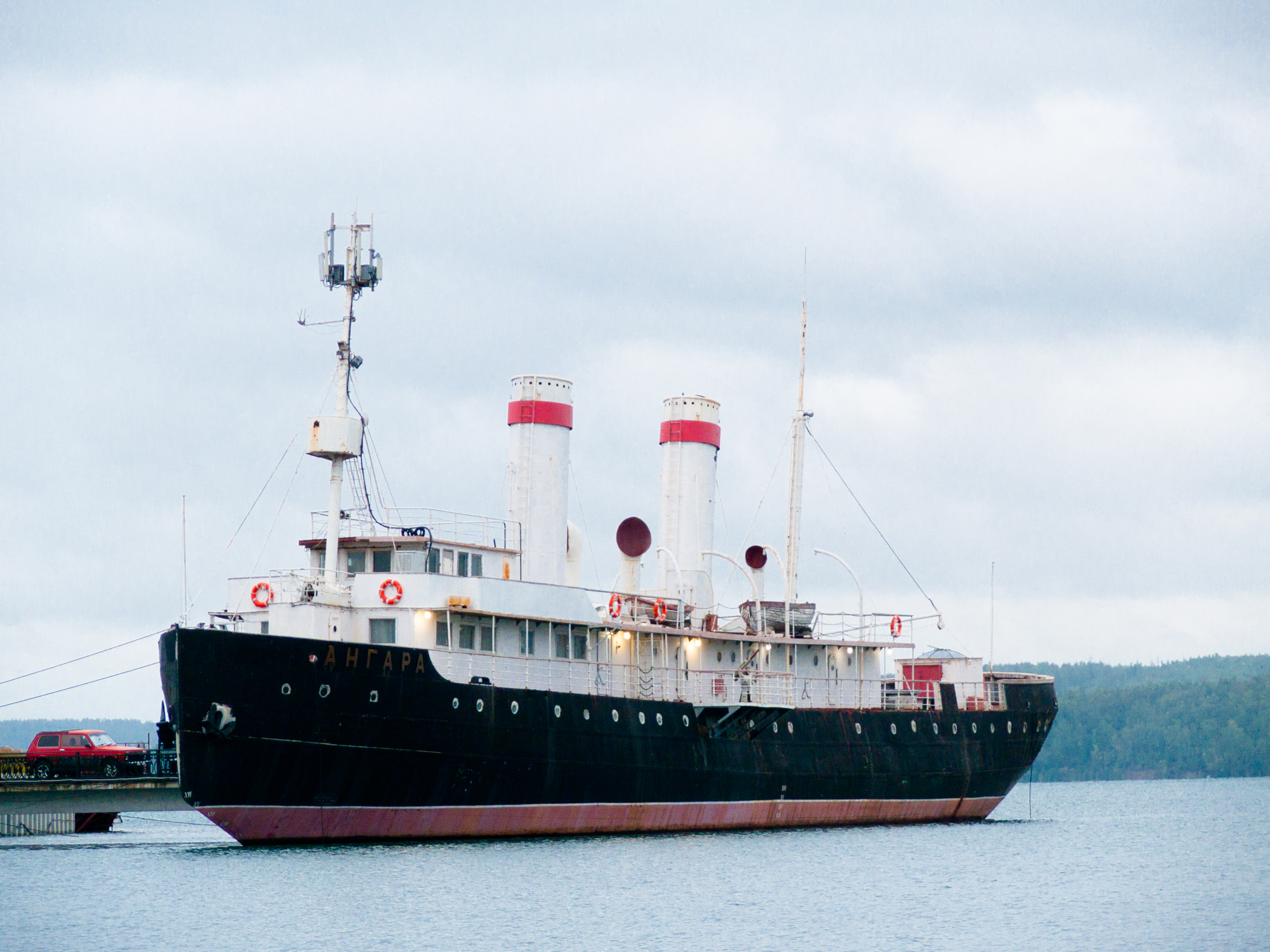
S/S Angara 2018